# Kliché (språk)
För andra betydelser, se Kliché.
Kliché eller klyscha är ett språkligt uttryck som används för att beskriva något som har använts så mycket att det slitits ut och endast används av slentrian eller vana, att ordens innebörd helt förlorat sitt värde.